# 비니시우스 헤시
비니시우스 헤시(포르투갈어: Vinícius da Cunha Reche, 1984년 1월 28일 ~ )는 브라질의 축구 선수로, 포지션은 미드필더이다. K리그의 전북 현대 모터스에서 뛴 경력이 있으며 K리그 등록명은 리치이다.